# Orimarga latissima
Orimarga latissima là một loài ruồi trong họ Limoniidae. Chúng phân bố ở miền Cổ bắc.